# هكتور بوليدو
هكتور بوليدو (بالإسبانية: Héctor Pulido) (20 ديسمبر 1942 بميتشواكان في المكسيك - 18 فبراير 2022) هو لاعب كرة قدم مكسيكي في مركز الوسط، شارك في كأس العالم 1970. وشارك مع منتخب المكسيك لكرة القدم. أما مع النوادي، فقد لعب مع كروز آزول ولوس أنجلوس أزتكس ونادي أورو ونادي خاليسكو ‏ وريبوسيروس دي لا بيداد ‏.

## وصلات خارجية
- هكتور بوليدو على موقع الاتحاد الدولي (مؤرشف)  (الإنجليزية)
- هكتور بوليدو على موقع قاعدة بيانات كرة القدم.إي يو (الإنجليزية)
- هكتور بوليدو على موقع ناشيونال فوتبول تيمز (الإنجليزية)
- هكتور بوليدو على موقع أوليمبيديا (الإنجليزية)